# Hipokamp

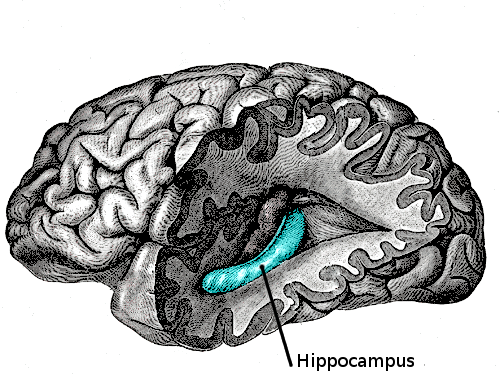
Schemat przedstawiający lokalizację hipokampu w ludzkim mózgu

Hipokamp (łac. hippocampus, dawna nazwa: Róg Amona Cornu Ammonis) – element układu limbicznego odpowiedzialny głównie za pamięć; nieduża struktura umieszczona w płacie skroniowym kory mózgowej kresomózgowia. Hipokamp odgrywa ważną rolę w przenoszeniu (konsolidacji) informacji z pamięci krótkotrwałej do pamięci długotrwałej oraz orientacji przestrzennej. Uszkodzenie hipokampu w znacznym stopniu upośledza u zwierząt zdolności uczenia się. Człowiek i inne ssaki posiadają dwa hipokampy, po jednym na każdą połowę mózgu.
Składa się ze stopy, koryta i strzępka. Formacja hipokampu (albo hipokampalna) jest terminem szerszym i oprócz samego hipokampu obejmuje również zakręt zębaty i korę śródwęchową. 

## Patofizjologia
Hipokamp może ulec uszkodzeniu pod wpływem dużego stresu. Zbyt silny stres, którego następstwem jest zespół stresu pourazowego, doprowadza do wzrostu aktywności osi podwzgórze-przysadka-nadnercza, powodujący wydzielanie m.in. kortyzolu, uszkadzającego hipokamp. Podobne działanie mogą mieć także inne glikokortykosteroidy, w tym stosowane leczniczo: stwierdzano zmniejszenie objętości i upośledzenie funkcji tej struktury mózgowia, także poprzez zwiększenie stresu oksydacyjnego oraz wpływ na układ dopaminergiczny i neurotensynergiczny.
U zwierząt podejrzewanych o wściekliznę ze stopy hipokampa (dolnego jego końca) pobiera się próbki do badań histopatologicznych.

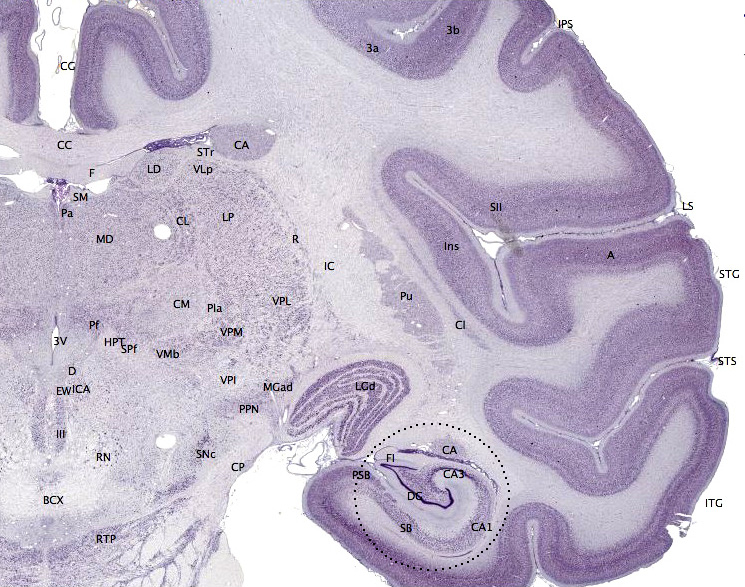
Przekrój czołowy przez mózgowie makaka, barwienie Nissla. Zaznaczono formację hipokampu.